# Crabier blanc
Ardeola idae
Espèce
Statut de conservation UICN

 EN C2a(ii) : En danger
Le Crabier blanc (Ardeola idae), aussi appelé Crabier malgache, Héron crabier blanc ou Héron crabier de Madagascar, est une espèce d'oiseaux de la famille des Ardeidae.

## Morphologie
C'est un petit héron de 45  à   48 cm ne présentant pas de dimorphisme sexuel.

### Plumage nuptial
Lors de la saison de reproduction  le plumage est entièrement blanc. Il présente des plumes lancéolées au-dessus de la tête et de  longues plumes ornementales aux barbes fines et séparées au niveau de la poitrine. Son bec est caractérisé par la couleur bleu vif à pointe noire. Il possède des lores verdâtres à iris jaune. Ses tarses sont de couleur rose et les  doigts rougeâtres.

### Plumage  non nuptial
En dehors de la saison de la reproduction, les côtés de la tête et de la gorge sont un peu jaunes striés de brun noir. la couleur est un peu sombre, le bec est un peu gris teinté de vert, à pointe noire.

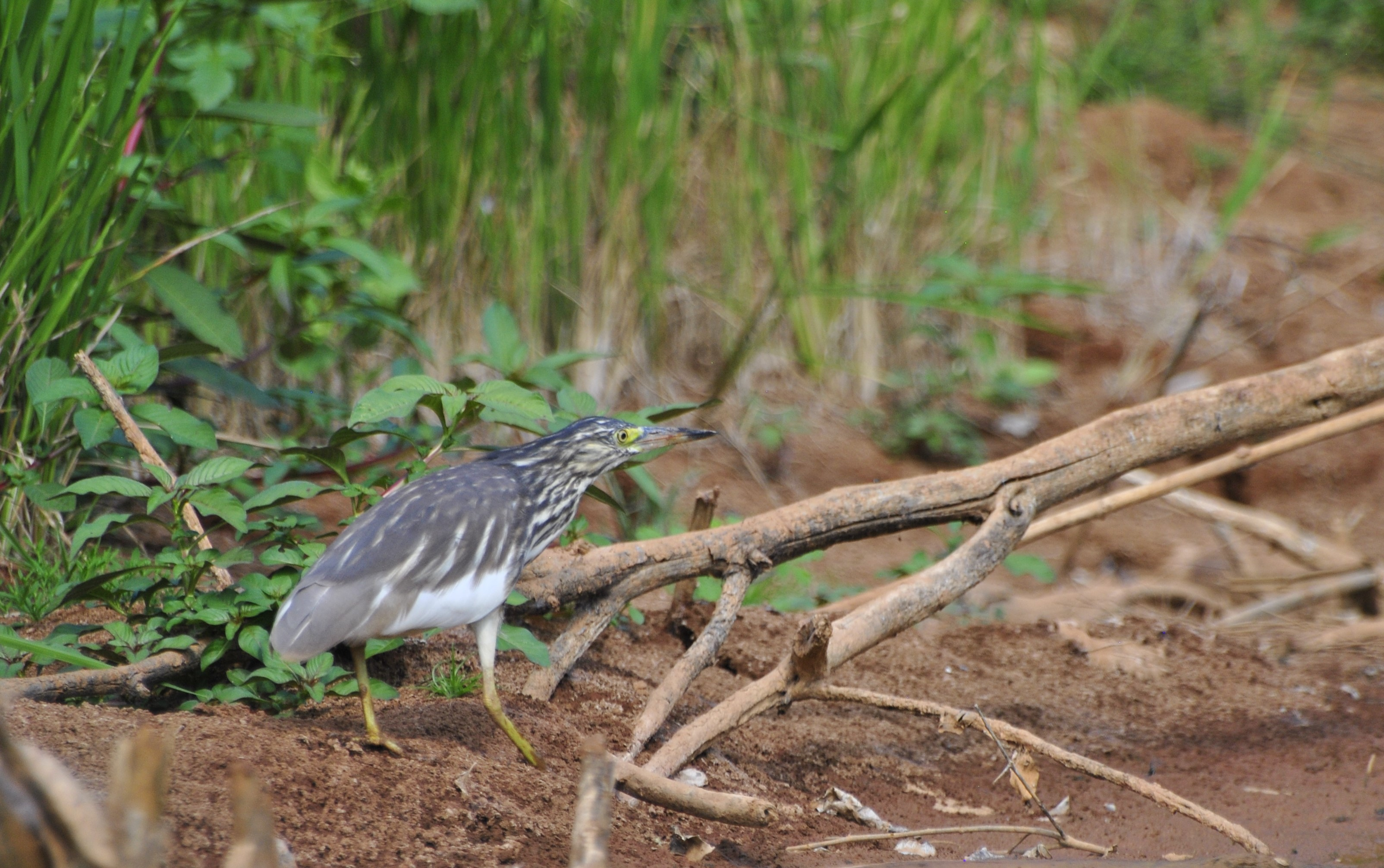
Malagasy Pond Heron Ardeola idae - Crabier blanc avec plumage non nuptial du Complexe Mahavavy-Kinkony, Boeny, Madagascar.

### Plumage  immature
L'immature diffère de l'adulte en plumage internuptial par les rémiges externes et la queue fortement marquées de brun noir. Le bec est orange à pointe noire. Les iris sont vert pâle.

## Comportement
Espèce discrète, que l’on observe le plus souvent à l’affût en solitaire, plus rarement en petits groupes de trois à huit individus. Son activité est principalement diurne et plus particulièrement centrée sur les heures matinales et crépusculaires. Il se tient le plus souvent immobile en lisière de la végétation aquatique, souvent un peu dissimulé, sur la végétation flottante ou dans l’eau peu profonde. Il est grégaire sur les sites de repos, et souvent associé à d’autres espèces d’Ardeidae.

### Alimentation
Il se nourrit principalement de batraciens et de poissons, mais aussi d'insectes et d'autres petits invertébrés.

### Reproduction
Il niche en colonies, souvent en compagnie d'autres espèces de hérons, en particulier : Bihoreau gris, Crabier chevelu, Héron garde-bœufs et Aigrette dimorphe. La saison de reproduction a lieu de octobre en mars.  Madagascar est son principal site de nidification.
La ponte est de 2 à 3  quatre œufs verdâtres généralement. L'incubation est assurée par les deux sexes et dure environ 20 jours .

## Habitat
On le rencontre dans les zones humides telles que les lacs, rizières, marais, cours d’eau, mangrove ou les bords de mer. Il niche souvent près des autres familles d’Ardeidae (Hawkins, 1998). Le nid est constitué de brindilles entrelacées, construit à faible hauteur (entre 0,5 et 1,5 m de hauteur) sur un arbuste, ou dans un buisson, situé près de l’eau (Langrand., 1995). Quand il est dérangé, il se réfugie dans les arbres près des plans d’eau. (AEWA, 2008). On peut l’observer jusqu’à 1 800 m d’altitude. (Langrand., 1995).

### Répartition et population
La population actuelle du Crabier blanc est estimée à 2 000-6 000 individus (adultes et juvéniles confondus).
Cette espèce niche à Madagascar, sur l'île d'Aldabra (depuis 1967), aux Seychelles, à Mayotte et sur l'île de La Réunion. Elle hiverne dans divers pays du centre et de l'Est de l'Afrique (Comores, Mozambique, Zimbabwe, Zambie, Malawi, Tanzanie, Kenya, Ouganda, Burundi, Rwanda et République démocratique du Congo).

Aire de répartition du Crabier blanc

### Migration
Cet oiseau migre entre ses sites d'hivernage en Afrique centrale et de l'Est et son site de nidification (Madagascar). Certains individus peuvent hiverner à Madagascar, mais toujours loin des sites de nidification. Les jeunes de l'année précédente restent en général sur le continent africain pendant la saison de nidification.
Certains individus erratiques ont été signalés aux Comores et aux Seychelles,.

## Le Crabier blanc et l'Homme

### Statut et préservation
Les principales menaces pour le Crabier blanc sont la destruction de son habitat et le ramassage de ses œufs.
Cette espèce est protégée par l'AEWA, qui l'a classée depuis 2002 dans la catégorie A1 b et c (populations très menacées (moins de 10 000 individus)).
L'UICN a classé cette espèce dans la catégorie EN C2 (Population en danger contenant moins de 2 500 individus adultes et présentant un déclin continu).
Cet oiseau est aussi protégé par la Convention de Bonn (CMS) qui, devant l'urgence de la situation, a fait en 2006 passer cette espèce de l'annexe II (espèces menacées) à l'annexe I (espèces en danger d'extinction). Un Plan National d'Action (PNA) est actuellement en place sur l'île française de Mayotte où un suivi régulier de la population de crabiers est effectuée (l'originalité du suivi réside dans le comptage des nids et des individus par drone en tant que méthode non invasive).

#### Photos et vidéos
- Galerie photo sur African Bird Club (A.idae)
- Videos IBC d'A.idae
- Galerie Flickr sur Avibase (A.idae)
- Photo de A.idae sur Oiseau.net